# Rudolf Schlechter

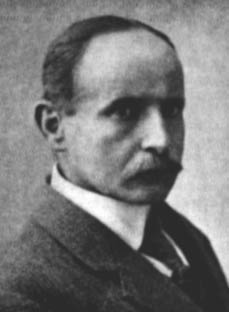
Rudolf Schlechter

Friedrich Richard Rudolf Schlechter (* 16. Oktober 1872 in Berlin; † 15. November 1925 ebenda) war ein deutscher Botaniker. Er war Kustos am Botanischen Museum Berlin und Orchideenspezialist. Sein offizielles botanisches Autorenkürzel lautet „Schltr.“; früher war auch die Langform „Schlechter“ in Gebrauch.
Rudolf Schlechter unternahm ausgedehnte Sammelreisen nach Afrika, Mittel- und Südamerika, Indonesien, Australien und Neuguinea. Seine umfangreiche Pflanzensammlung ging bei der Bombardierung Berlins 1945 verloren.

## Leben und Wirken

### Kindheit und erste Ausbildung
Rudolf Schlechter wurde am 16. Oktober 1872 in Berlin als drittes von sechs Kindern geboren. Sein Vater Hugo Schlechter war von Beruf Lithograph. Nach dem Besuch des Friedrich-Wilhelms-Gymnasium machte er eine Gärtnerlehre, zunächst in der Handelsgärtnerei von Fr. Bluth, danach im Berliner Universitätsgarten, wo er bis Herbst 1891 als Gehilfe Anstellung fand.

### Reisezeit: Botanische Expeditionen (1891 bis 1910)
Seine erste Forschungsreise unternahm er von November 1891 bis April 1895 nach Südafrika, wo er intensiv die Flora der Umgebung Kapstadts und vor allem der Küstendistrikte erforschte. In dieser Zeit betrieb er im Auftrag von Harry Bolus herbariologische Studien an dessen Herbarium und versah das Amt eines Reblaus-Inspektors. Er verlegte zeitweise sein Hauptstandquartier nach Durban und unternahm Sammelreisen auch in Natal und Transvaal. Die 7000 Hauptbelege dieser Reise hatte Hans Schinz für das Museum des Zürcher Botanischen Gartens erworben; eine 4500 Teile umfassende Dublettenkollektion erhielt das Berliner Staatsherbar.
Bald nach seiner Rückkehr nach Deutschland bereitete Schlechter eine zweite Reise ins Kapland vor, die von Januar 1896 bis März 1898 dauern sollte. Diesmal sicherte sich das Berliner Botanische Museum die Anrechte auf die Hauptsammlung der Reise. Schlechters jüngerer Bruder Max nahm an der Reise teil und war für Trocknung und Umlegung der Herbarbelege zuständig. Ein Teil der Sammelreisen wurde mit einem 10-spännigen Ochsenkarren durchgeführt. Ziele waren unter anderem Klein-Namaland sowie die Lambertsbay mit den vorgelagerten Guano-Inseln. Bei der Heimreise von Südafrika legte Schlechter noch einen Stopp in Mosambik ein, wo er von Lourenco Marques an der Delagoa-Bay aus startend im Tropenwald sowie in Trockengebieten sammelte. Im Auftrag eines Industrieunternehmens unternahm er noch eine Expedition zur Erforschung von Kautschukpflanzen, während der er an einer fiebrigen Tropenkrankheit erkrankte. Unter anderem entdeckte er dort eine kautschukreiche Art der Gattung Ficus sowie eine Vielzahl an epiphytisch lebenden Orchideen, unter anderem der Gattung Angraecum. Während der Heimfahrt litt er stark an seiner Tropenkrankheit und war dem Tode nahe.
Wieder zurückgekehrt nahm Schlechter an der Universität Berlin das Studium der Botanik und Geologie auf. Zu seinen Lehrern zählten Adolf Engler, Simon Schwendener, Ludwig Diels, Gustav Lindau, Reinhardt, Wilhelm von Branca und Paulsen.

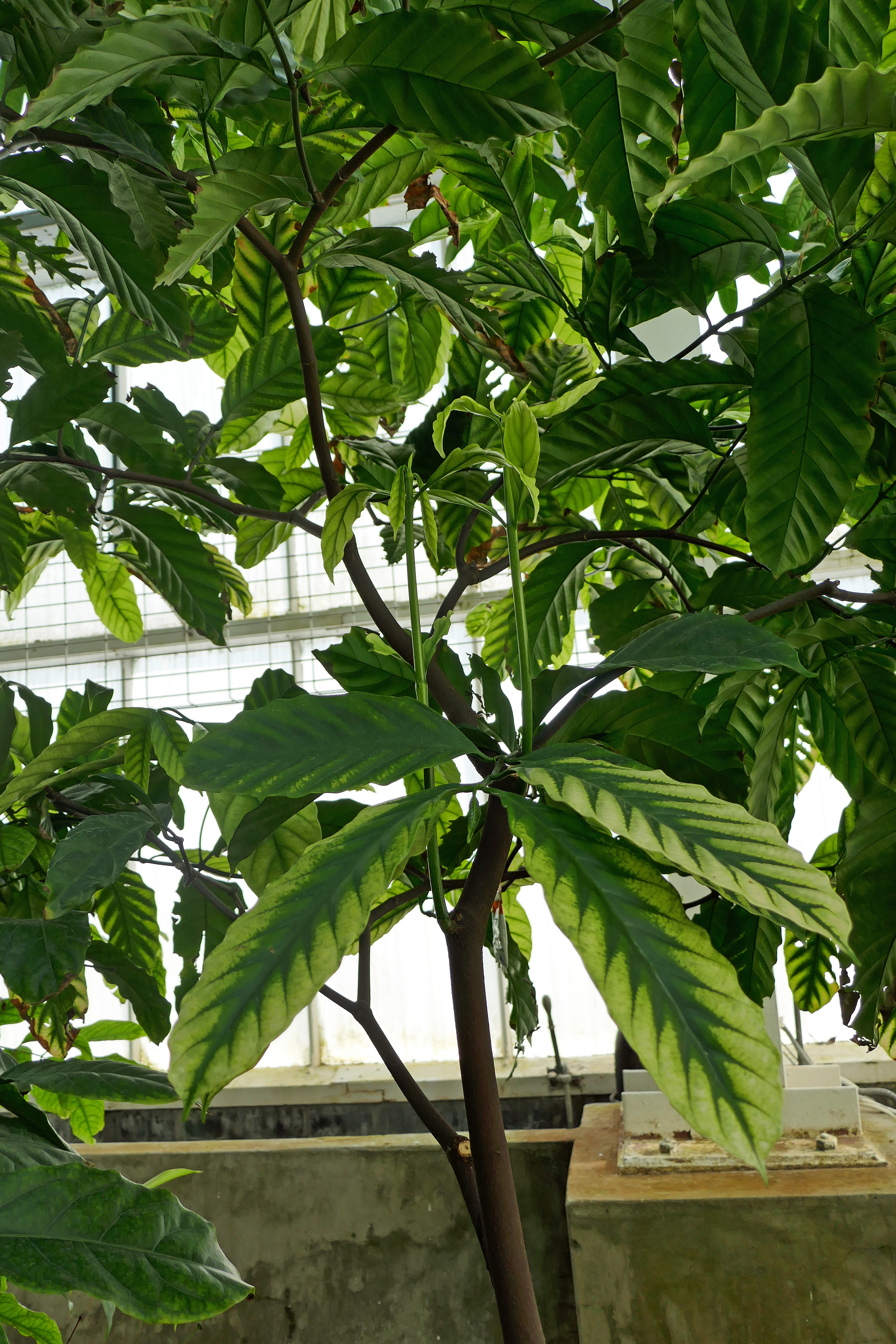
Funtumia elastica

Im Auftrag des Kolonial-Wirtschaftlichen Komitees, das den gewinnbringenden Kautschukanbau vor allem der britischen Kolonien auch in den deutschen Kolonien einzuführen gedachte, wurde er unter Otto Warburgs Vermittlung zum Leiter einer Kautschukexpedition nach Westafrika ernannt. Im Verlaufe dieser Expedition, die von Februar 1899 bis Mai 1900 dauerte, ließ er zunächst in der britischen Kolonie im Gebiet der Yoruba – obschon gegen die Verordnung des dortigen englischen Residenten – größere Mengen von Pflanzensamen der Gattung Kickxia sammeln. In den Wäldern des Yoruba-Landes waren auch Landolphien zu finden, deren koagulierte Pflanzenmilch im dortigen Handelszentrum Lagos unter dem Namen Silkrubber verkauft wurde. Im weiteren Verlauf der Expedition, die auch nach Kamerun, Kongo und Togo führte, zapfte Schlechter unterschiedliche Kautschukpflanzen an, mit deren Saft er noch vor Ort Koagulationsexperimente machte. Er testete den erzeugten Kautschuk auf dessen Tauglichkeit für industrielle Anwendungen. Sein besonderes Interesse galt dabei der Pflanzenart Kickxia elastica (Synonym: Funtumia elastica), da diese einen guten Kautschuk liefert. Nach Abschluss der Expedition wurden die besten dieser Materialproben in Berlin nochmals untersucht. Schlechter stellte außerdem für seine Auftraggeber Überlegungen zur landwirtschaftlichen Nutzung der Kautschukpflanzen an, um den üblichen Raubbau bzw. das vorschnelle Pflanzenabsterben durch zu exzessives oder falsches Anzapfen zu verbessern. Nebenbei fand er auch hier noch ihm unbekannte Orchideen.
In seinem Tagebuch dieser Expedition werden nebenbei die stark vom Kolonialismus geprägten Machtbeziehungen zu den Eingeborenen, die auch Rudolf Schlechter als seine persönlichen Diener und barfüßige Träger einsetzen konnte, deutlich: Der junge Botaniker, gekleidet in Stiefeln, als Reiter auf einem Pferd oder von Eingeborenen in einer Hängematte getragen, bewegte sich in Westafrika auf dem damals von Großbritannien, Frankreich, Portugal, Belgien oder Deutschland besetzten Boden. Unter dem Schutz der jeweiligen Residenten reiste er in Regierungsbooten mit, von denen er auf Nilpferde oder Krokodile schoss. Seine nach jeder Grenze wechselnden Trägerkolonnen wurden in Konfliktregionen von bewaffneten Söldnern begleitet. Der hohe Kautschukbedarf für die Reifen- und Elektroindustrie Europas wurde in dieser Zeit auf dem Hintergrund von Sklaverei, Zwangsarbeit und schrecklichsten Misshandlungen gewonnen, insbesondere im Kongo wird der Kautschukanbau dieser Zeit als Kongogräuel erinnert.
Wenige Monate nach seiner Heimkehr von Westafrika wurde Schlechter vom Kolonial-Wirtschaftlichen Komitee abermals mit einer Reise betraut, diesmal zum indonesischen Archipel, insbesondere zu den deutschen Kolonien Kaiser-Wilhelms-Land und Bismarck-Archipel. Hauptgegenstand dieser von Dezember 1900 bis März 1903 dauernden Reise war die Erforschung, Bestandssicherung und Fragen zur Kultivierung von Guttaperchabäumen (Palaquium). Im Kaiser-Wilhelms-Land entdeckte er eine neue Guttapercha produzierende Art, die er Palaquium Supfianum benannte. Neben dem Hauptforschungsziel widmete sich Schlechter wie bei allen seinen Reisen auch generell der Flora des Landes und vor allem seinem liebsten Spezialgebiet, den Orchideen. Gesundheitlich war er während dieser Reise durch zahlreiche Fieberanfälle stark beeinträchtigt. Vor seiner Rückkehr nach Europa hängte Schlechter noch Aufenthalte in Australien, Neukaledonien und Ceylon an.
Nach seiner Rückkehr 1903 schloss Schlechter sein Universitätsstudium ab und wurde am 3. Dezember 1904 promoviert; seine Dissertation trug den Titel Pflanzengeographische Gliederung der Insel Neu-Kaledonien. Danach übernahm er am Botanischen Museum Berlin Bestimmungsarbeiten vor allem zu den Seidenpflanzengewächsen (Asclepiadoideae) und den Orchideen.
Von Juni bis Dezember 1905 unternahm Schlechter eine kürzere Reise nach Kamerun, um für das Kolonial-Wirtschaftliche Komitee die im Jahr 1900 aus seinen gesammelten Samen angelegten Kulturen von Kickxia-Pflanzen zu inspizieren und an den inzwischen fünfjährigen Pflanzen Zapfversuche durchzuführen.
Mit Mitteln, die teils von der Deutschen Kolonialgesellschaft, teils von der deutschen Regierung und teils von der kautschukverarbeitenden Industrie aufgebracht wurden, wurde eine zweite Guttapercha- und Kautschukexpedition ins Kaiser-Wilhelms-Land ausgerüstet unter der Oberleitung von Albert Hahl; mit der Ausführung der Expedition wurde wieder Schlechter betraut. Die Reise dauerte von Oktober 1906 bis Mai 1910. Die Ergebnisse dieser Reise hat Schlechter in einem 171 Seiten fassenden Werk dokumentiert. Auf der Rückreise hängte Schlechter noch kürzere Sammelausflüge auf Celebes, Java und Sumatra an.
Während der Heimataufenthalte seiner von Reisen geprägten 18 Jahre von 1891 bis 1910 besuchte Schlechter, teils mehrmals, die naturhistorischen Museen von London, Paris, Leiden, Brüssel und Wien.

### Nach der Reisezeit (1911 bis 1925)
Zu Beginn seiner letzten Reise hatte Schlechter Alexandra Vasilewna Sobennikoff, die Tochter eines russischen Teegroßhändlers, kennengelernt. Nach Ende der Reise heirateten die beiden. Ihr zu Ehren benannte er die Pflanzengattung Sobennikoffia Schltr. aus der Familie der Orchideen.
Im Frühjahr 1913 wurde er als Assistent am Berliner Botanischen Museum angestellt und erlangte so eine gesicherte Lebensstellung. 1913 ging der Besitz seiner Hauptsammlung, die insbesondere seine wertvolle Orchideenkollektion enthielt, vertragsgemäß an das Botanische Museum Berlin über. Schlechters Familienglück wurde durch den Ausbruch des Ersten Weltkrieges unterbrochen. Er wurde zum Heeresdienst einberufen und an der Front in Flandern eingesetzt. Nach Kriegsende dauerte es noch bis Frühling 1921, dass Schlechter die ersehnte Ernennung zum Kustos erhielt.
Als eine Art wissenschaftlicher Wettstreit zwischen Deutschen, Briten und Niederländern um die botanische Erforschung Neuguineas ausbrach, wurden deutsche Beiträge unter dem Titel Beiträge zur Flora von Papuasien in den Botanischen Jahrbüchern von Adolf Engler veröffentlicht. Hier trug Schlechter mit der Abhandlung einer Vielzahl von Pflanzenfamilien, unter anderem Saxifragaceae, Cunoniaceae, Ericaceae, Scrophulariaceae und Gesneraceae, intensiv bei.
Schlechter litt an Spätfolgen mehrerer durchgemachter Tropenkrankheiten. Im Alter von 53 Jahren verstarb er 1925 in Berlin und hinterließ seine Frau und zwei noch schulpflichtige Töchter.
Seine größten Forschungsleistungen erbrachte Schlechter für die Orchideen; er dürfte darunter rund 1000 Arten erstmals beschrieben haben. Sein umfangreiches Herbarium jedoch ging im Zweiten Weltkrieg verloren, als in der Nacht des 1. März 1943 das Botanische Museum in Berlin von Bomben getroffen und zerstört wurde.

## Mitgliedschaften, Ehrungen
Schlechter trat 1891 dem Botanischen Verein für die Provinz Brandenburg als Mitglied bei. In der Deutschen Gartenbaugesellschaft war er einige Jahre Leiter der Zeitschrift Orchis, deren meiste Artikel er während dieser Zeit selbst beisteuerte.
1918 wurde er zum Mitglied der Deutschen Akademie der Naturforscher Leopoldina gewählt.
Nach ihm sind unter anderem die Pflanzengattungen Schlechterella K. Schum. aus der Familie der Hundsgiftgewächse (Apocynaceae), Schlechteria H. Bol. aus der Familie der Kreuzblütler (Brassicaceae), Schlechterina Harms aus der Familie der Passionsblumengewächse (Passifloraceae), Rudolfiella Hoehne und Rudolfangraecum Szlach., Mytnik & Grochocka aus der Familie der Orchideen (Orchidaceae) und Schlechterosciadium H. Wolff aus der Familie der Doldenblütler (Apiaceae) benannt.
Die Pflanzengattung Schlechteranthus Schwant. aus der Familie der Mittagsblumengewächse (Aizoaceae) dagegen ist zu Ehren seines Bruders, Max Schlechter (1874–1960), benannt.
Viele weitere Pflanzennamen mit dem Zusatz „Schlechteri“ oder „Schltr.“ archivierte Rudolf Schlechter in der Liste der bei seiner Kautschuk-Expedition im Jahr 1899/1900 in Afrika gesammelten Exemplare, darunter Varianten aus Arten von ihm selbst entdeckter Gattungen (Det. R. Schlechter) der Pflanzenfamilien Iridaceae (Schwertliliengewächse), Burmanniaceae (Yamswurzelartige) und Orchidaceae (Orchideen).

## Schriften
Eine Werkliste findet sich im 1926 erschienenen Artikel Rudolf Schlechters Leben und Wirken von Theodor Loesener (siehe Literatur). Hier eine Auswahl einiger Schriften:
- Die Orchideen von Deutsch-Neu-Guinea, 1914
- Die Orchideen, ihre Beschreibung, Kultur und Züchtung, 1915, Paul-Parey-Verlag.
- Orchideologiae sino-japonicae prodromus, 1919
- Die Orchideenflora der südamerikanischen Kordillerenstaaten (zusammen mit Rudolf Mansfeld), 1919–1929
- Monographie und Iconographie der Orchideen Europas und des Mittelmeergebietes (zusammen mit G. Keller), 1925–1943
- Blütenanalysen neuer Orchideen, (herausgegeben von R. Mansfeld), 1930–1934